# Айхи
Айхи (егип. Jḥj, Hr-smi-tiwy-pi-hrd; Herusmatauy; др.греч. Harsomtus), также Ихи, Харсомтус — бог музыки (по другой версии, бог именно систра) в древнеегипетской мифологии.

## Имя

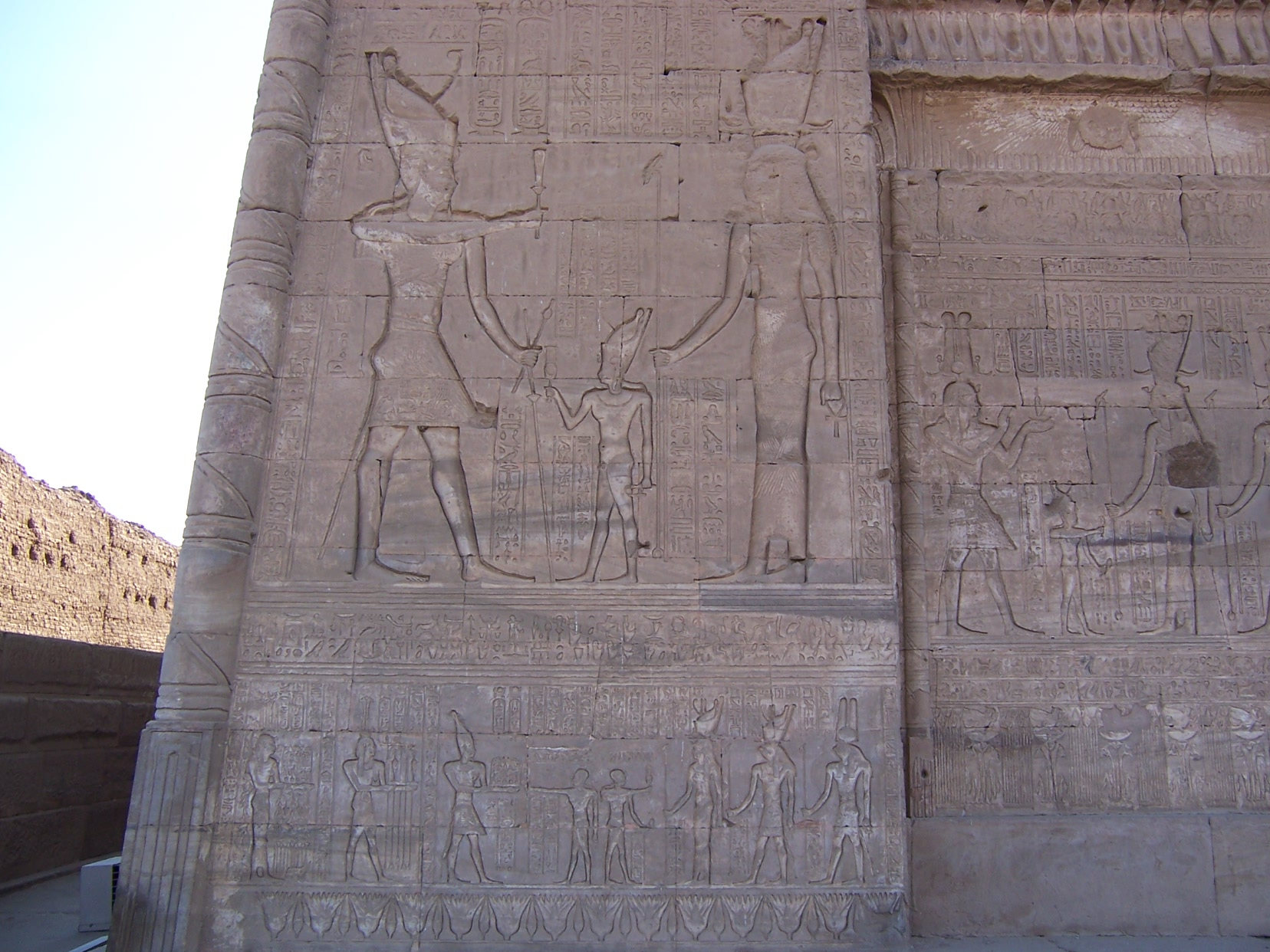
Божественная триада в храмовом комплексе Хатхор в Кене

Имя Айхи, вероятно, означает «музыкант систра» или «телёнок».

## Изображение
Изображения представлены с Нового царства. Айхи изображался в образе играющего на систре человека в трансе; маленьким обнажённым ребёнком с пальцем у рта или мальчиком с «локоном юности» и систром; со звездой на голове. Позже его изображали львиноголовой мумией с пером Маат на голове и петлёй в руке.

## Мифология
Айхи считался покровителем музыкантов и присутствовал на божественном суде.
Сын богини неба, любви, женственности и красоты Хатхор. По поводу отца существует несколько версий: Хор Бехдетский, Ра, Гор.
Довольно много его изображений можно найти в 60 км от Луксора — западного притока Нила — в древнем городе Дендера (Тантеры, известный как Тентирис в Древней Греции), Верхний Египет. Там же есть сцена его рождения и ряд изображений богини Хатхор.
По одной из версий, Гор является братом Айхи. Рождение молодого бога отождествлялось с объединением Верхнего и Нижнего Египта. Богу Айхи поклонялись точно так же, как Гору и Хатор в Дендере. Нектанеб I посвятил Айхи в Дендере второй маммиси, где на праздник Нового года отмечался его день рождения.